# Estação Mairie de Clichy
Mairie de Clichy é uma estação da linha 13 do Metrô de Paris, localizada na comuna de Clichy.

## História
A estação foi aberta em 3 de maio de 1980.
Ela tem a particularidade de estar muito longe das estações envolventes: aproximadamente 1 250 metros separam-na da estação anterior, Porte de Clichy, e 1 600 metros da estação seguinte, Gabriel Péri. Essa escolha foi feita porque, durante os estudos, quase 90% da população da cidade vivia a menos de 800 metros da estação, e porque foi particularmente difícil criar uma estação na saída da pont de Clichy, em um entroncamento complexo e onde a linha passa em viaduto.
Ela viu entrar 7 129 195 passageiros em 2014, o que a coloca na 36a posição das estações de metrô por sua frequência neste mesmo ano.
Em 2017, segundo as estimativas da RATP, 7 107 063 passageiros entraram nesta estação, o que a coloca na 42a posição das estações de metrô por sua frequência em 302.

## Serviços aos Passageiros

### Acessos
A estação comporta dois acessos na rue Martre, um em frente ao centro administrativo e o outro inserido num interior de edifício do outro lado da rua.

### Plataformas
Mairie de Clichy é uma estação de configuração padrão com duas plataformas laterais separadas pelas vias do metrô.

### Intermodalidade
A estação é servida pelas linhas 54, 174, 274, 340, 341 e pelo serviço urbano TUC da rede de ônibus RATP e, à noite, pelas linhas N15 e N51 da rede Noctilien.